# Berliner Grotesk

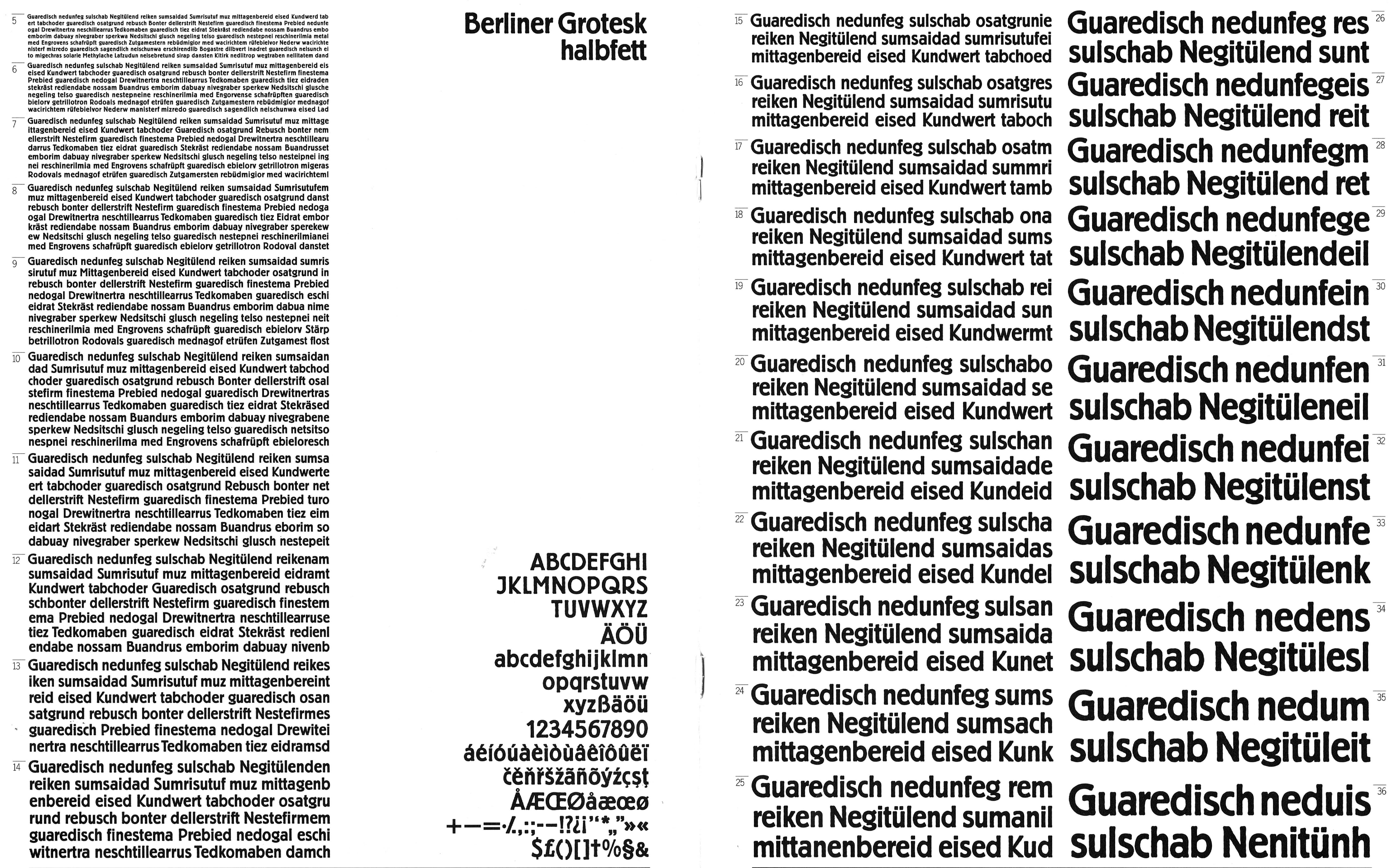
Eine Doppelseite aus der Schriftprobe Berliner Grotesk der Layout-Setzerei Stulle GmbH in Stuttgart. Gezeigt werden Anwendungsbeispiele der Schrift Berliner Grotesk halbfett in den Schriftgrößen von 5 bis 36 Punkt und das Figurenverzeichnis.

Die Berliner Grotesk ist eine 1913 von der H. Berthold AG als Hausschnitt entworfene Schriftart. Erik Spiekermann gestaltete die Schrift neu. Merkmale sind die große x-Höhe, die kurzen Unterlängen und die rauen, unsauber erscheinenden Kanten. Die H. Berthold AG veröffentlichte 1979 die digitalisierten Schnitte unter den Bezeichnungen Berliner Grotesk mager und Berliner Grotesk halbfett. Monotype vertreibt heute die Schnitte Berliner Grotesk Light, Medium und Bold.